# Cười

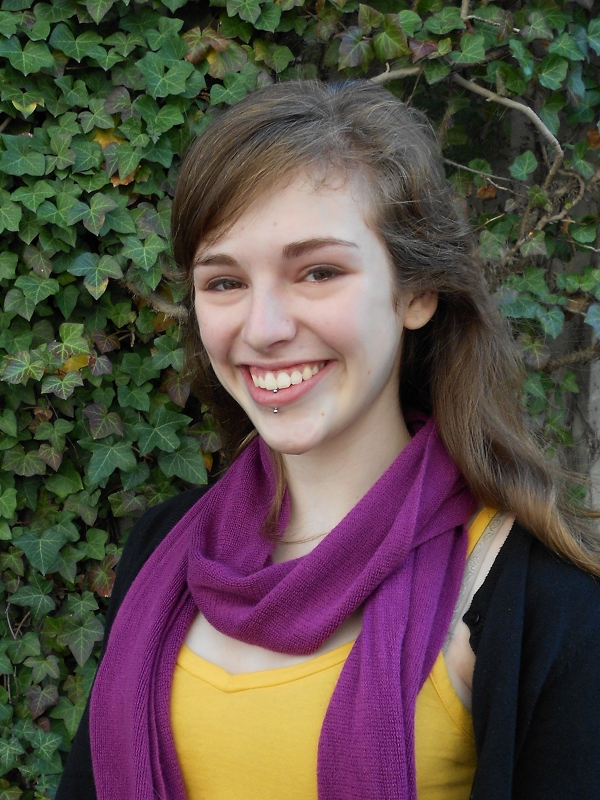
Một cô gái đang cười

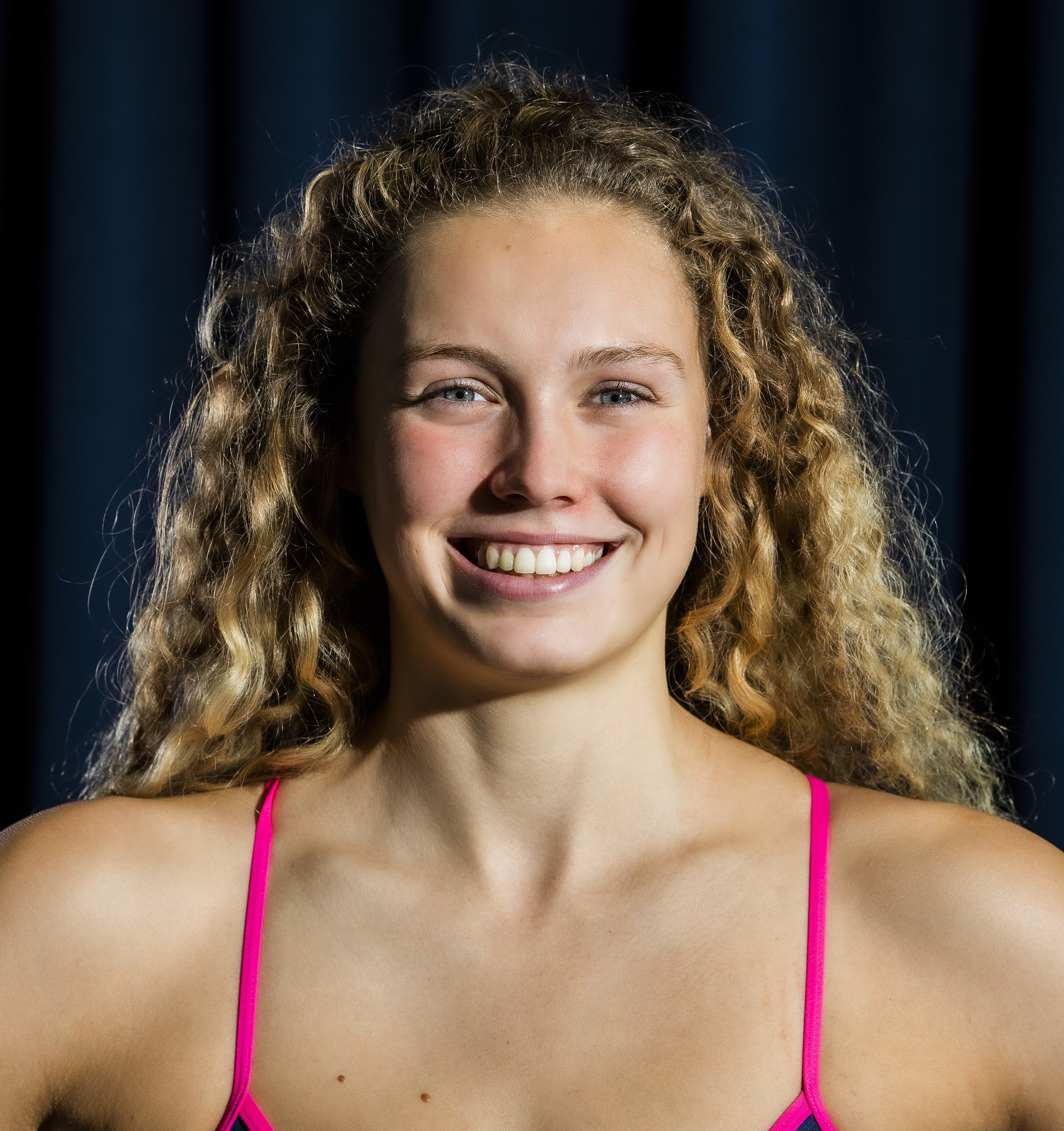
Nụ cười tươi của một vận động viên

Cười hoặc Tiếng cười là một phản xạ có điều kiện của loài người, là hành động thể hiện trạng thái cảm xúc thoải mái, vui mừng, đồng thuận và là một loại ngôn ngữ cơ thể thường được dùng như một cách gián tiếp, xã giao thường ngày giữa con người với con người.

## Tác dụng
"Tiếng cười là liều thuốc bổ". Có nghiên cứu cho rằng 45 phút nghỉ ngơi của một người có ý nghĩa tương đương với một phút người ta cười thoải mái.

## Hình ảnh

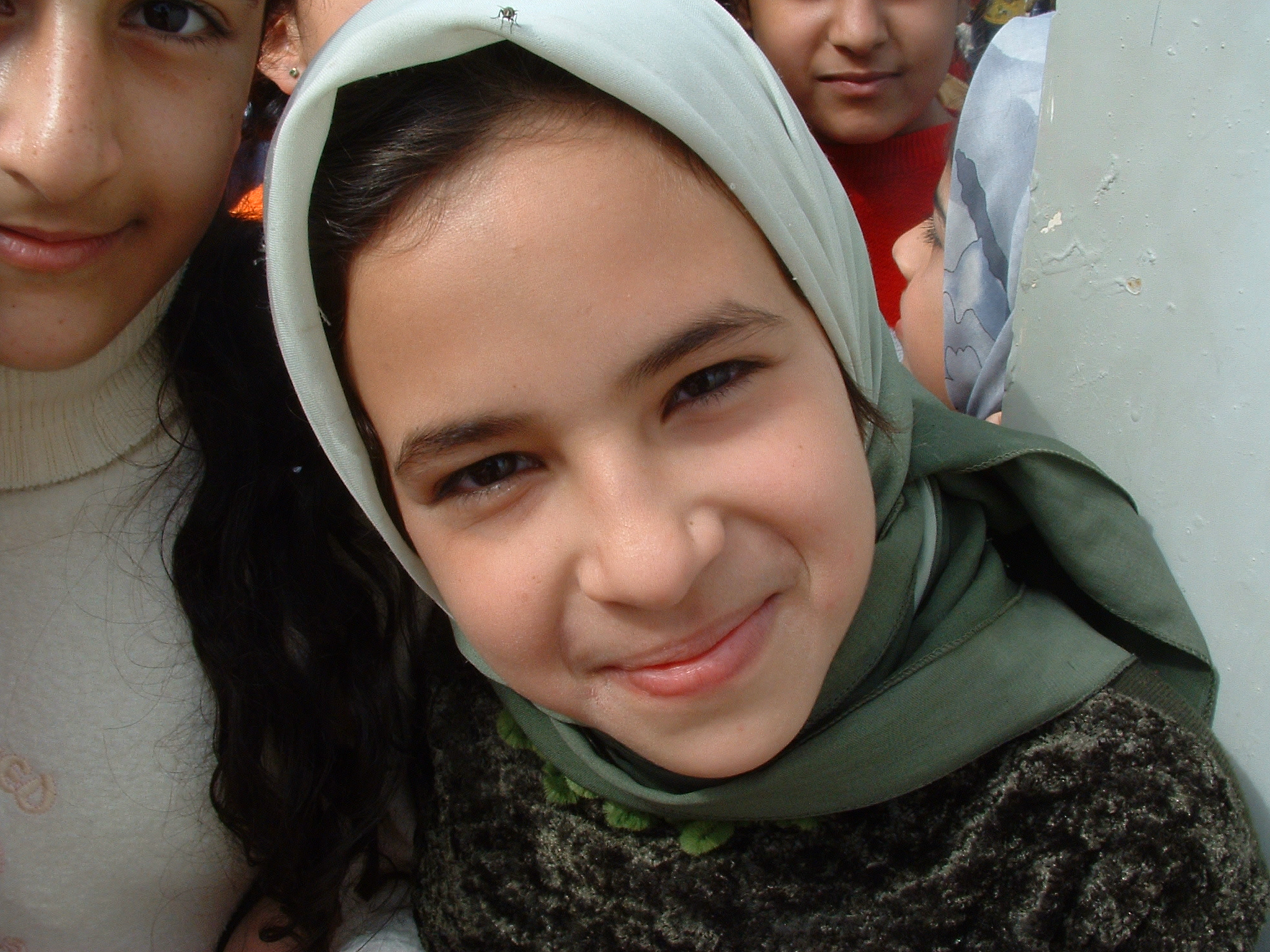
Một bé gái Iraq đang mỉm cười.
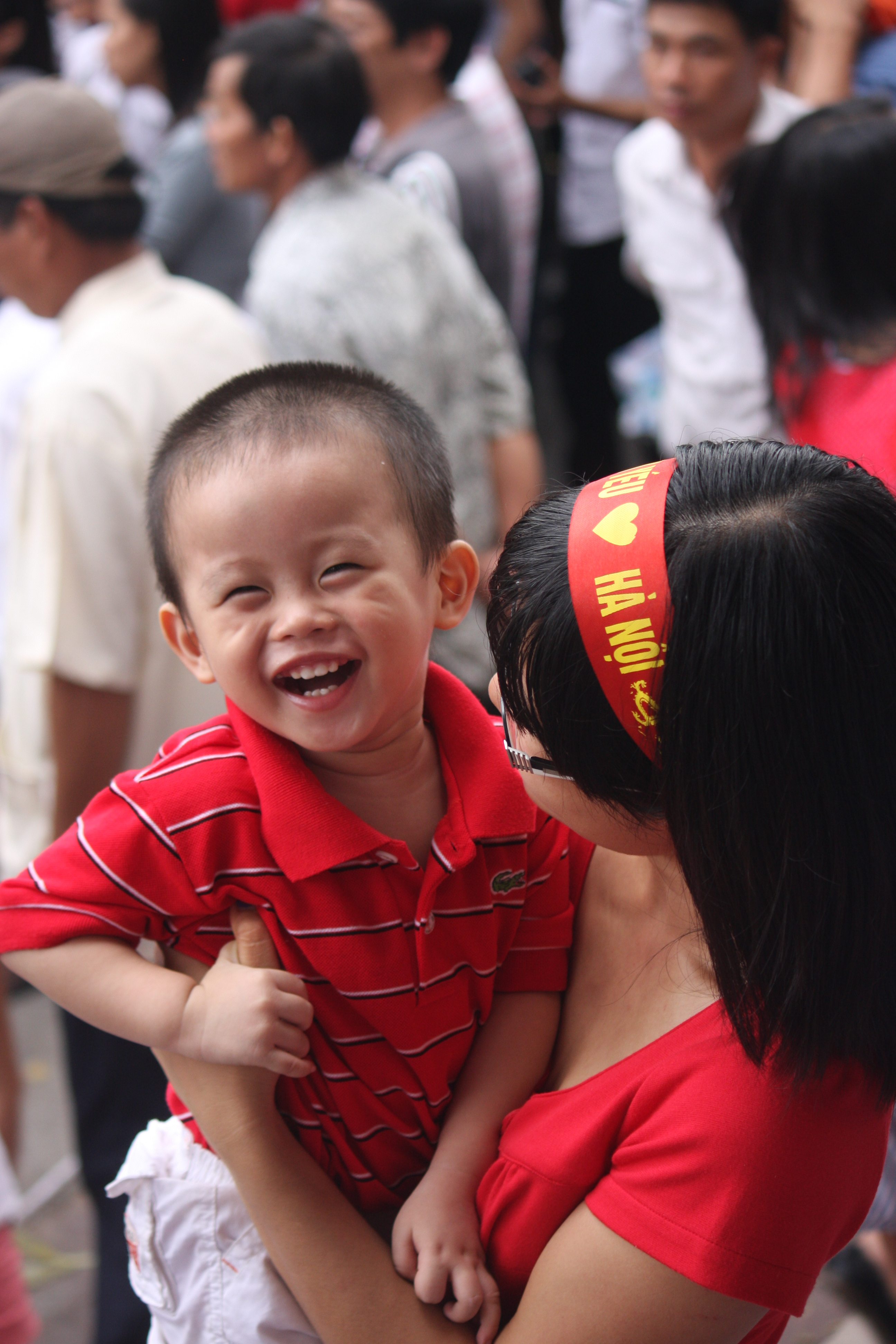
Nụ cười của một bé trai Việt Nam.
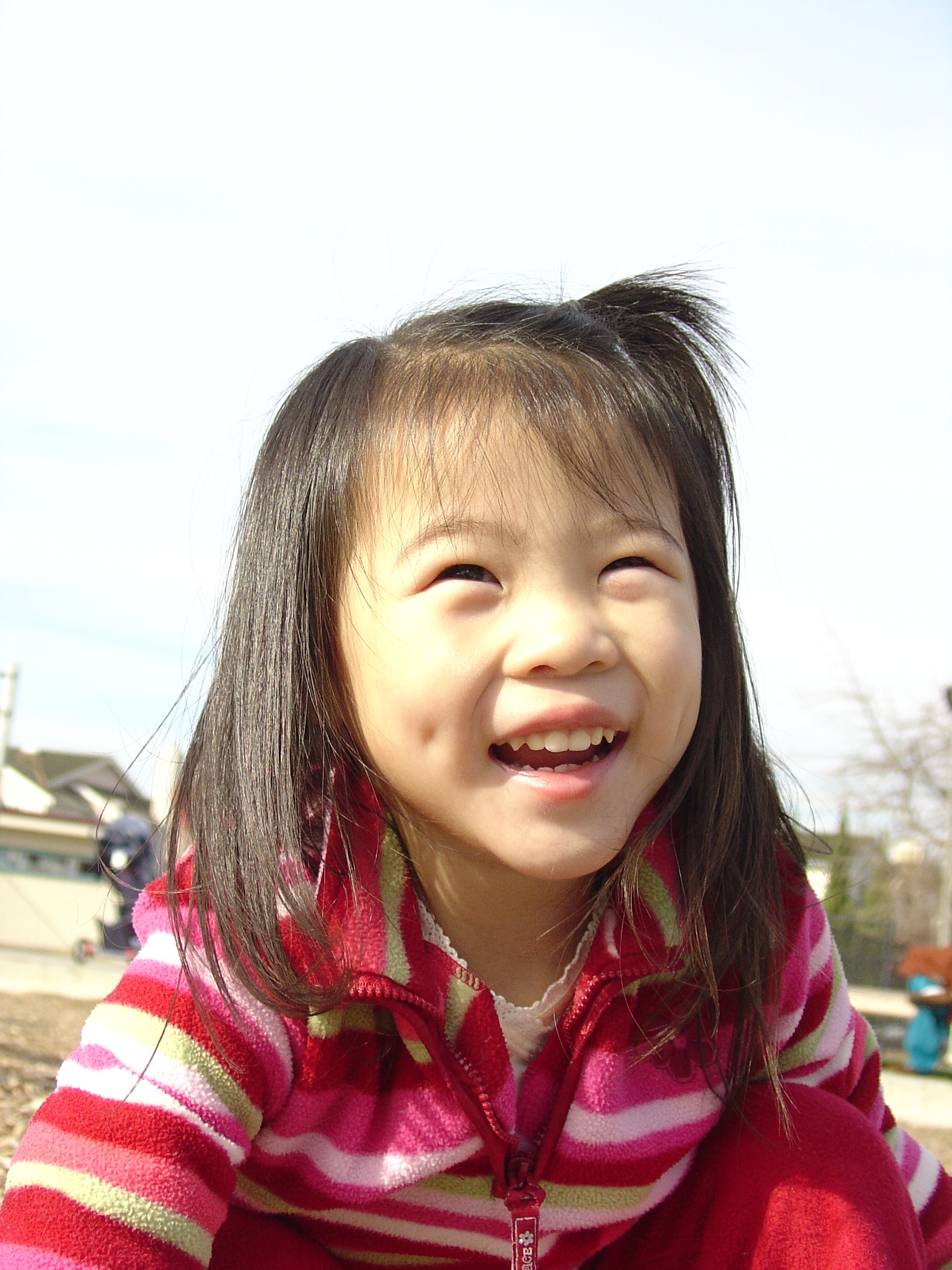
Nụ cười rạng rỡ
Nụ cười bí ẩn của nàng Lisa